# I sublimi segreti delle Ya-Ya sisters
(Tagline del film)
I sublimi segreti delle Ya-Ya sisters (Divine Secrets of the Ya-Ya Sisterhood) è un film del 2002 diretto da Callie Khouri e interpretato da Sandra Bullock, Maggie Smith, Ellen Burstyn, James Garner e Ashley Judd tratto dall'omonimo romanzo di Rebecca Wells, del 1996 e dal suo prequel, L'indomabile tribù delle Ya-Ya Sisters del 1992.

## Trama
Sidda Walker, giovane scrittrice e commediografa, si è da poco trasferita a New York per allontanarsi dalla Louisiana e dalla tanto odiata madre Vivi. Da troppo tempo Vivi nasconde un passato pieno di sofferenze che l'hanno portata ad un comportamento duro nei confronti della figlia. Quando ormai la rottura tra le due sembra essere arrivata all'apice, un gruppo di ex-amiche di Vivi, le Ya-Ya Sisters, torna in scena, rapendo Sidda e mostrandole il passato e la giovinezza della madre, aiutandola a capire il suo comportamento e il suo estremo anticonformismo.

## Slogan promozionali
- «Mothers. Daughters. The never-ending story of good vs. evil.»
«Madri, figlie. La lotta infinita del bene contro il male.»
- «Il segreto è svelato.»

## Produzione
Fu girato a Wilmington, Carolina del Nord, nello stesso periodo de I passi dell'amore - A Walk to Remember.

## Accoglienza
Il film detiene attualmente un punteggio del 44% (fresco) su Rotten Tomatoes.

### Box office
Il film ha incassato un totale nazionale di 69 599 016 di dollari, 4 240 224 di dollari fuori dagli Stati Uniti, per un totale di 73 839 240 di dollari in tutto il mondo.

## Edizione home video
A partire dall'11 marzo 2003 è disponibile on-line e in tutti i negozi il DVD del film.
- Prodotto dalla Warner Home Video.
- Formato Video: PAL - Area 2. 9 Singola faccia, doppio strato (Formato schermo 2,35:1).
- Lingue: italiano e inglese.
- Audio: Dolby Digital 5.1.
- Sottotitoli: italiano, ebraico e inglese.

## Premi
- Teen Choice Awards
  - 2002: Candidatura come attrice preferita in un film commedia o d'avventura a Sandra Bullock
- Phoenix Film Critics Society Awards
  - 2002: Candidatura come miglior attrice non protagonista a Ashley Judd
- Prism Awards
  - 2003: Candidatura come miglior performance a Ashley Judd

## Distribuzioni internazionali
| Paese       | Titolo                                          | Data della Prima  |
| ----------- | ----------------------------------------------- | ----------------- |
| Stati Uniti | Divine Secrets of the Ya-Ya Sisterhood          | 7 giugno 2002     |
| Australia   |                                                 | 22 agosto 2002    |
| Brasile     | Divinos Segredos                                | 13 settembre 2002 |
| Argentina   | Divinos Secretos                                | 26 settembre 2002 |
| Colombia    | Divinos Secretos                                | 3 ottobre 2002    |
| Perù        | Divinos Secretos                                | 3 ottobre 2002    |
| Francia     | Divins secrets, Les                             | 9 ottobre 2002    |
| Italia      | I sublimi segreti delle Ya-Ya sisters           | 18 ottobre 2002   |
| Grecia      | Εξομολογίσεις Γιναίκον                          | 25 ottobre 2002   |
| Turchia     | Aramizda kalsin                                 | 25 ottobre 2002   |
| Germania    | Die Göttlichen Geheimnisse der Ya-Ya Schwestern | 31 ottobre 2002   |
| Austria     | Die Göttlichen Geheimnisse der Ya-Ya-Schwestern | 1º novembre 2002  |
| Spagna      | Clan Ya-Ya                                      | 15 novembre 2002  |
| Danimarca   | Ya-ya-søstrenes guddommelige hemmeligheder      | 3 giugno 2002     |